# Pavel Šulc
Pavel Šulc, né le 29 décembre 2000 à Karlovy Vary en Tchéquie, est un footballeur international tchèque qui évolue au poste de milieu offensif à l'Olympique lyonnais.

## Carrière en club

### En club
Né à Karlovy Vary en Tchéquie, Pavel Šulc est formé par le Viktoria Plzeň, mais c'est au Vysočina Jihlava, où il est prêté en janvier 2019, qu'il fait ses débuts en professionnel.
Le 3 juillet 2019 il est prêté au SFC Opava. C'est avec ce club qu'il découvre la première division tchèque, jouant son premier match dans la compétition le 14 juillet 2019 contre le Dynamo České Budějovice. Il entre en jeu lors de cette rencontre remportée par son équipe sur le score de un but à zéro.
En août 2020, il est prêté au Dynamo České Budějovice.
En janvier 2021 il fait son retour au Viktoria Plzeň et joue son premier match avec l'équipe première le 17 janvier 2021, en étant titularisé lors d'une rencontre de championnat face au 1. FK Příbram (0-0). 
Le 14 février 2021 il inscrit son premier but pour le Viktoria, face au FK Mladá Boleslav, en championnat. Il ouvre le score sur un service d'Adriel Ba Loua mais les deux équipes se neutralisent (2-2).
Le 13 mars 2025, il inscrit un but contre la Lazio Rome en 8ème de finale retour de la Ligue Europa, mais ne peut empêcher l'élimination de son équipe.

### Olympique lyonnais
Le 4 août 2025, il signe un contrat jusqu'en 2029 à l'Olympique lyonnais.

## Carrière en sélection
Il représente les moins de 19 ans de 2018 à 2019, jouant un total de cinq matchs. Il marque notamment deux buts face au Danemark le 23 mars 2019 (victoire 3-1 des Tchèques).
Avec les moins de 20 ans, Šulc joue un total de quatre matchs, tous en 2019 et marque un but.
Pavel Šulc fête sa première sélection avec l'équipe de Tchéquie espoirs le 9 juin 2019, en amical face à la Slovaquie. Lors de cette rencontre, il est titulaire et son équipe s'impose par deux buts à un. Le 2 septembre 2020, il inscrit son premier but avec les espoirs, face à Saint-Marin. Ce match gagné 0-6 rentre dans le cadre des éliminatoires de l'Euro espoirs 2021.
Pavel Šulc honore sa première sélection avec l'équipe nationale de Tchéquie le 22 mars 2024, à l'occasion d'un match amical contre la Norvège. Il est titularisé et son équipe s'impose par deux buts à un,.
Il est retenu dans la liste des 26 joueurs tchèques du sélectionneur Ivan Hašek pour participer à l'Euro 2024.
Le 10 septembre 2024, Šulc marque deux buts contre l'Ukraine, lors d'un match comptant pour la Ligue des nations 2024-2025. Il s'agit de ses deux premiers buts en sélection. Ceux-ci permettent à son équipe de s'imposer par 3 buts à 2,.